# Josip Posavec
Josip Posavec (Varaždin, 10 de março de 1996) é um futebolista croata que atua como goleiro. Atualmente defende o ND Primorje, emprestado pelo Rijeka.

## Carreira
Posavec começou a carreira no Inter Zaprešić em 2012, vindo a atuar somente na temporada seguinte. Após quatro temporadas na equipe que o revelou, transferiu-se para o Palermo da Itália onde ficou por três temporadas. Em junho de 2018 foi contratado para ser o goleiro do Hajduk Split de seu país natal.

## Seleção Nacional
Josip Posavec atuou na Seleção Croata Sub-21.